# Mahamadou N'Diaye
Mahamadou N'Diaye (Dakar, 21 de junho de 1990) é um futebolista profissional malinês que atua como meia.

## Carreira
Mahamadou N'Diaye representou o elenco da Seleção Malinesa de Futebol no Campeonato Africano das Nações de 2017.

## Títulos
Mali
- Campeonato Africano das Nações: 2013 - 2º Lugar